# Chrysospalax villosus
Chrysospalax villosus — вид ссавців, які живуть переважно під землею. Вони мають блискучу густу шерсть і обтічний безформний вигляд. У них немає видимих очей і вух; насправді вони сліпі — малі очі вкриті волохатою шкірою. Вуха малі й заховані в шерсті тварини.

## Характеристика
Chrysospalax villosus, як правило, більший за більшість інших видів златокротів, його загальна довжина становить 120–175 міліметрів, а маса 90–160 грамів. У регіоні Трансвааль, який пов’язаний із землею на північ від сучасної річки Ваал у Південній Африці, самці мали середню масу 105 грамів, а самиці – від 65 до 142 грамів. Характерно, що він має грубу та довгу шерсть з волосками довжиною 18–20 міліметрів на спині. Глянцеві окремі волоски покривної шерсті на середній частині спини шиферово-сірі біля основи з червонувато-коричневими до коричневих на кінчику. Нижня шерсть шерстиста і сіра. Кігті третього пальця на передніх лапах потужні, мають довжину близько 1,6 см і ширину біля основи 4 міліметри.

## Поширення
Chrysospalax villosus — ендемік ПАР і має поширення, яке характерно розрізняється з записами в ряді провінцій, включаючи Східний Кейп, Квазулу Натал, Гаутенг і Мпумаланга. Записано від крайніх східних частин Капської провінції через південний і центральний Квазулу-Натал до південно-східного Гаутенгу.

## Спосіб життя
Через рідкість і прихований спосіб життя, дуже мало відомо про його точну поведінку. Він живе в основному під землею в коротких системах тунелів, які він сам викопав, розкопки яких розташовані позаду та збоку від відкритих входів. Над землею різноманітні марковані стежки з'єднують входи до зон годівлі. Іноді тварина створює нори довжиною всього від 30 до 70 см з двома входами з боків цих доріжок. Ймовірно, вони служать схованками, тому що шорсткошерстий сліпак зникає під землею при найменших ознаках небезпеки. Попри свою сліпоту, він чудово орієнтується на поверхні, і тварина може з великою точністю знаходити входи. Імовірно, він орієнтується за допомогою звукових хвиль в діапазоні низьких частот і сейсмічних хвиль, для чого служить колосально збільшений молоточок в середньому вусі. Більшість активності відбувається вночі. Вид часто залишає нору після сильних опадів і відправляється на пошуки їжі. Іноді він риє землю своєю шкірястою подушечкою носа, залишаючи за собою характерні сліди копання. Бажаною здобиччю є безхребетні, такі як дощові черв'яки та комахи. Інформація про розмноження відсутня. Вагітні самиці описані лише як такі, що несуть два плоди, але більша інформація відсутня.